# Le Monde du silence (livre, 1957)
Pour les articles homonymes, voir Le Monde du silence.

Le second livre de Jacques-Yves Cousteau et Frédéric Dumas intitulé Le Monde du silence, publié en 1957 chez Hachette, fut l'adaptation romancée du film homonyme de 1955 Le Monde du Silence. Le livre de 1957 est illustré par Robert Conjat et fait partie de la Bibliothèque verte. Il diffère ainsi du premier livre homonyme publié quatre ans auparavant, qui pour sa part relate les activités antérieures de l'équipe de Jacques-Yves Cousteau, dans la Marine nationale, avant l'acquisition de la Calypso.